# La huida (programa de televisión)
La huida es un concurso de telerrealidad español producido por Shine Iberia y emitido por #0. Este concurso, versión española del reality británico "Hunted", empezó a emitirse el 8 de abril de 2016.
Participan 15 concursantes (llamados "fugitivos") que deben permanecer desaparecidos durante 28 días e intentar no ser encontrados por un equipo profesional de investigadores. Solo pueden disponer de 500 € en una tarjeta.

## Concursantes

### Información
|                |                                   | Ciudad                     | Edad         | Relación                                          | Oficio                                      | Información de la huida |
| -------------- | --------------------------------- | -------------------------- | ------------ | ------------------------------------------------- | ------------------------------------------- | ----------------------- |
|                | Antonio y Roberto                 | Elda (Alicante) / Valencia | 36 y 39 años | Amigos                                            | Comercial y camarero                        | Ganadores del programa. |
| Marta y Mónica | Ciudad Real                       | 21 y 25 años               | Amigas       | Estudiante de psicología y camarera               | Séptimas concursantes pilladas (episodio 9) |                         |
| Daniel         | Granada                           | 30 años                    | -----------  | Empresario                                        | Sexto concursante pillado (episodio 8)      |                         |
| Ana y David    | Villanueva de la Serena (Badajoz) | 43 y 24 años               | Novios       | Presentadora de TV local y socorrista             | Quintos concursantes pillados (episodio 7)  |                         |
| Diego y Juani  | Huelva                            | 43 y 42 años               | Matrimonio   | Vendedores ambulantes                             | Cuartos concursantes pillados (episodio 5)  |                         |
| Justo y César  | Parla (Madrid) / Valladolid       | 41 y 43 años               | Amigos       | Exescoltas                                        | Terceros concursantes pillados (episodio 4) |                         |
| Laura y Shanos | Móstoles (Madrid) / Madrid        | 36 y 31 años               | Amigas       | Relaciones públicas                               | Segundas concursantes pilladas (episodio 3) |                         |
| Luis e Iván    | Madrid                            | 28 y 32 años               | Amigos       | Ingeniero informático y estudiante de informática | Primeros concursantes pillados (episodio 2) |                         |

### Aparición por episodios
| Concursantes   | 1 | 2 | 3 | 4 | 5 | 6 | 7 | 8 | 9 |
| -------------- | - | - | - | - | - | - | - | - | - |
| Toño y Robert  |   |   |   |   |   |   |   |   |   |
| Marta y Mónica |   |   |   |   |   |   |   |   |   |
| Daniel         |   |   |   |   |   |   |   |   |   |
| Ana y David    |   |   |   |   |   |   |   |   |   |
| Diego y Juani  |   |   |   |   |   |   |   |   |   |
| Justo y César  |   |   |   |   |   |   |   |   |   |
| Laura y Shanos |   |   |   |   |   |   |   |   |   |
| Luis e Iván    |   |   |   |   |   |   |   |   |   |

     = Los concursantes se encuentran a la fuga
     = Los concursantes empiezan la fuga
     = Los concursantes son pillados por los investigadores
     = Los concursantes no aparecen en el capítulo

## Investigadores
| Investigador         | Profesión                                                    |
| -------------------- | ------------------------------------------------------------ |
| Ángel Galán          | Comisario principal honorario del Cuerpo Nacional de Policía |
| Ana Isabel Gutiérrez | Psicóloga forense                                            |
| Carlos Núñez         | Comisario retirado del Cuerpo Nacional de Policía            |
| Óscar Sánchez        | Director de Unidad de Inteligencia                           |
| Eva Grueso           | Detective privado                                            |
| Jaime A. Vicente     | Analista digital                                             |

Además de estos investigadores, existen cuatro patrullas de dos agentes cada una que perseguirán a los fugitivos en la calle.